# Prinčevi otoki
Prinčevi otoki, pravilno Otoki princev (turško Prens Adaları, grško Πριγκηπονήσια, latinizirano: Pringiponisia), uradno samo Adalar, je otočje v Marmarskem morju ob obali Carigrada, Turčija. Otoki so samostojna občina in okrožje Adalar v provinci Istanbul. Njihova površina meri 11 km2 in imajo 16.690 stalnih prebivalcev in so zato daleč najmanj poseljeno okrožje v Istanbulu. 
Okrožje Adalar sestavljajo otoki Büyükada, Kınalıada, Burgazada in Heybeliada.

## Zgodovina
V obdobju Bizantinskega cesarstva so na Prinčeve otoke izgali prince in druge člane cesarskih družin, ki so padli v nemilost. Po letu 1453 so tja izgnali tudi člani družine osmanskih sultanov, po katerih so otoki dobili svoje sedanje ime. Osmanska flota je otoke zavzela med obleganjem Konstantinopla leta 1453. 
V 19. stoletju so otoki postali priljubljeno letovišče istanbulskih bogatašev. Hiše in palače iz viktorijanskega obdobja so še ohranjene na največjem izmed Prinčevih otokov. Po splošnem popisu prebivalstva Osmanskega cesarstva leta 1881/1882-1893 so imeli Prinčevi otoki (Adalar) skupno 7937 prebivalcev, od tega 5501 Grkov, 533 Armencev, 254 muslimanov, 133 katoličanov, 65 Judov, 27 latincev, 7 protestantov, 3 Bolgare in 1404 tuje državljane.
Semenišče Halki, uradno Teološka šola Halki (grško: Θεολογική Σχολι Χάλκης, turško: Ortodoks Ruhban Okulu), je bilo ustanovljeno 1. oktobra 1844 na otoku Halki (turško: Heybeliada), drugem največjem izmed Prinčevih otokov. Semenišče je bilo glavna teološka šola Konstantinopelskega ekumenskega patriarhata Vzhodne pravoslavne cerkve, dokler ni turški parlament leta 1971 sprejel zakona o prepovedi zasebnih visokošolskih ustanov. Teološka šola se nahaja na vrhu Hriba upanja, na mestu, kjer je bil v bizantinskem obdobju  samostan Svete Trojice. Prostore šole še naprej vzdržuje samostan in jih uporabljajo za priložnostne konference.   
Leta 1912 je na otokih živelo 10.250 Grkov in 670 Turkov. Še v prvi polovici 20. stoletja so na vseh naseljenih otokih živele pomembne skupnosti vseh etničnih manjšin Turčije, zdaj pa prevladujejo Turki. Dediščine manjšin imajo zdaj bolj kulturni  kot demografski pomen.

## Geografija
Otočje se nahaja v Marmornem morju pred obalo jugovzhodnega Istanbula. Od središča Istanbula je oddaljeno 13 do 25 km, od severozahoda do jugovzhoda meri 12 kilometrov.  
Največji otoki so Büyükada (Veliki otok, 5,46 km2), Heybeliada (Sedelna torba, 2,4 km2), Burgazada (Trdnjava, 1,5 km2) in Kınalıada (Kana, 1,3 km2). V otočju je tudi pet manjših otokov. Najvišji hrib ima nadmorsko višino 203 m. 
Podnebje na otokih je sredozemsko. Zime so nekoliko milejše kot v Istanbulu, poletja pa zaradi morja manj vroča.
| Podnebni podatki za Adalar      | Podnebni podatki za Adalar | Podnebni podatki za Adalar | Podnebni podatki za Adalar | Podnebni podatki za Adalar | Podnebni podatki za Adalar | Podnebni podatki za Adalar | Podnebni podatki za Adalar | Podnebni podatki za Adalar | Podnebni podatki za Adalar | Podnebni podatki za Adalar | Podnebni podatki za Adalar | Podnebni podatki za Adalar | Podnebni podatki za Adalar |
| Mesec                           | Jan                        | Feb                        | Mar                        | Apr                        | Maj                        | Jun                        | Jul                        | Avg                        | Sep                        | Okt                        | Nov                        | Dec                        | Letno                      |
| ------------------------------- | -------------------------- | -------------------------- | -------------------------- | -------------------------- | -------------------------- | -------------------------- | -------------------------- | -------------------------- | -------------------------- | -------------------------- | -------------------------- | -------------------------- | -------------------------- |
| Povprečna visoka temperatura °C | 8.1                        | 8.5                        | 10.4                       | 15.6                       | 20.5                       | 24.7                       | 26.7                       | 26.3                       | 23.4                       | 18.7                       | 14.4                       | 10.4                       | 17.3                       |
| Povprečna dnevna temperatura °C | 6.0                        | 6.3                        | 7.7                        | 12.1                       | 16.6                       | 21.0                       | 23.4                       | 23.3                       | 20.1                       | 15.7                       | 11.8                       | 8.3                        | 14.4                       |
| Povprečna nizka temperatura °C  | 3.9                        | 4.1                        | 4.9                        | 8.6                        | 12.7                       | 17.2                       | 20.0                       | 20.2                       | 16.7                       | 12.8                       | 9.2                        | 6.2                        | 11.4                       |
| Povprečna količina padavin mm   | 96                         | 67                         | 65                         | 50                         | 33                         | 26                         | 12                         | 19                         | 46                         | 70                         | 95                         | 126                        | 705                        |
| Vir:                            |                            |                            |                            |                            |                            |                            |                            |                            |                            |                            |                            |                            |                            |

## Gospodarstvo
Po podatkih iz leta 2017 so bili Prinčevi otoki  po mesečnih dohodkih  gospodinjstev med najbogatejšimi v Istanbulu. 
Turizem
V poletnih mesecih so otoki priljubljena izletniška točka turistov iz Istanbula. Na Büyükadi je v zalivu Aja Nikola Muzej Prinčevih otokov. 

## Transport
Na otokih skoraj ni avtomobilskega prometa. Prevladujejo kolesa, konji in konjske vprege. 
Z Istanbulom so povezani z rednimi trajektnimi linijami iz  Beşiktaşa in Kabataşa na evropski obal in  Bostancıja, Kadıköya, Kartala imn Maltepekja na azijski. 
- Kip Mustafa Kemala Atatürka na otoku Büyükada, največjem v otočju
- Grška pravoslavna sirotišnica, največja lesena zgradba v Evropi in druga največja na svetu
- Zgodovinski Splendid Palace Hotel na Büyükadi, zgrajen leta 1908
- Turška pomorska akademija, Heybeliada
- Semenišča Halki, Heybeliada
- Značilna osmanska hiša, Büyükada
- Trajektno pristanišče Burgazada

## Pobratena mesta
- Čolpon-Ata, Kirgizistan
- Nacka, Švedska
- Palaio Faliro, Grčija
- Pokhara, Nepal
- Santa Ana, Kostarika
- Veles, Severna Makedonija